# Erich Künzel
Hans Erich Künzel (geboren am 2. Mai 1922 in Kulmbach; gestorben am 9. März 2009 in Regensburg) war ein deutscher Veterinärmediziner und Anatom an der Freien Universität Berlin.

## Leben
Künzel wuchs in Kulmbach und Regensburg auf und legte das Abitur 1940 am neusprachlich-naturwissenschaftlichen Goethe-Gymnasium ab. Während der Schulzeit wurde in bewusster Distanz zum herrschenden Nationalsozialismus das musische, künstlerische und philosophische Interesse geweckt. Nach dem Reichsarbeitsdienst diente er während des Zweiten Weltkriegs als Soldat in Frankreich. Auf dem Rückzug in die sogenannten Alpenfestung desertierte Künzel am 5. Mai 1945 und nahm an der Seite des Regensburger Majors Joseph Gangl an der Schlacht um das Schloss Itter teil, um alliierte Kriegsgefangene vor Rache einer Waffen-SS-Einheit zu schützen. Aus diesem Grund blieb Künzel die Kriegsgefangenschaft erspart.
Er studierte in München von 1945 bis 1950 Veterinärmedizin und schloss das Studium 1951  mit einer Dissertation über die Trächtigkeitsdiagnose beim Schwein bei Arturs Vitums ab. Nach einer Tätigkeit als praktischer Tierarzt habilitierte er sich 1957 als Assistent bei Eberhard Ackerknecht am Institut für Veterinäranatomie an der Freien Universität Berlin. Er hatte großen Anteil am Aufbau des anatomischen Instituts und initiierte das Vorklinikum. Von 1962 bis 1990 war er dort als Ackerknechts Nachfolger Professor für Veterinäranatomie, Histologie und Embryologie. Neben Lehrbuchbeiträgen zur Histologie des Bewegungsapparates und der Haut leistete Künzel mit Schnittserien und Feuchtpräparaten Pionierarbeit für die Lehre und Forschung in Embryologie und gab eines der maßgeblichen Lehrbücher verantwortlich neu mit heraus.
In den 1960er Jahren lehrte er gastweise in Bern und Zürich, aber auch mehrfach in Nairobi und ermöglichte 1971 die Aufnahme des vollen Lehrbetriebs an der neugegründeten Fakultät für Veterinärmedizin in Kampala. Künzels Schwerpunkt lag auf der anwendungsbezogenen Lehre und dem philosophisch verantworteten Gesamtzusammenhang universitärer Wissenschaft. Ein nach der Emeritierung 1990 geplantes interdisziplinäres, Psychologie und Veterinärmedizin verbindendes Forschungsprojekt zur Gedächtnisfunktion der Elefanten kam nicht zum Abschluss.
Künzel forschte als von Jugend auf versierter Geiger zu seiner Meinung nach von falsch gelehrten Geigenhaltungen hervorgerufenen gesundheitlichen Schäden und machte Vorschläge zur Abhilfe. Er vereinte hier musikwissenschaftliche und anatomische Gesichtspunkte. Zudem widmete er sich der bildenden Kunst, vor allem der Glasmalerei.
Er war von 1954 bis zu seinem Tod mit der Lungenfachärztin Elsa Künzel (1923–2015), geb. Reller, verheiratet.

## Veröffentlichungen
- Beiträge zur Trächtigkeitsdiagnose beim Schwein, Dissertation, Uni-Druck, München 1951
- Die Speiseröhre des Schafes in funktioneller Betrachtung. Berlin 1957 (auch in: Zentralblatt für Veterinärmedizin, Band 8 Nr. 7, 1961[17])
- Die Entwicklung des Hühnchens im Ei, Parey Verlag, Berlin/Hamburg 1962
- mit Clemens Knospe: Studienführer Embryologie, 1. Allgemeine Embryologie und Teratologie, Berlin 1983
- Die Anatomie des Geigenspiels, Der Weg zur Überwindung der Geigerschäden, Schneider, Tutzing 2002, ISBN 978-3-7952-1100-4